# Minami (cantante)
[cita requerida]
Minami (美波?  14 de septiembre de 1997) es una cantante y compositora japonesa de Saitama. Actualmente ha firmado con Warner Music Japan.
Minami ganó el segundo FlyingDog Audition Grand Prix en 2017, y luego firmó en FlyingDog por Victor Entertainment en 2019. El 30 de junio de 2020 se transfirió a Warner Music Japan.

## Biografía
Minami nació en la ciudad de Saitama en la prefectura de Saitama. Influenciada por las presentaciones en vivo de Yutaka Ozaki en la escuela secundaria, tocó la guitarra y participó en actividades musicales. En 2017, se lanzó su primer miniálbum, titulado "ETERNAL BLUE" y su primer sencillo "main actor". En Tower Records en Shibuya, Sapporo, Sendai, Nagoya, Osaka, Hiroshima, Fukuoka, se realizaron ventas limitadas de estos.